# Edgecombe megye
Edgecombe megye az Amerikai Egyesült Államokban, azon belül Észak-Karolina államban található. Megyeszékhelye Tarboro, legnagyobb városa Rocky Mount. Lakosainak száma 48 900 fő (2020. április 1.). Edgecombe megye Halifax, Martin, Pitt, Wilson és Nash megyékkel határos.

## Népesség
A megye népességének változása:
| Lakosok száma | 56 614 | 56 082 | 55 736 | 55 574 | 54 150 | 48 900 |
|               | 2010   | 2011   | 2012   | 2013   | 2015   | 2020   |